# Die Together
"Die Together" (em português: Morrermos juntos) é a canção que representou a Grécia no Festival Eurovisão da Canção 2022 que teve lugar em Turim. A canção foi selecionada através de uma seleção interna. Na semifinal do dia 10 de maio, a canção qualificou-se para a final, terminando a competição em 8º lugar com 215 pontos.